# Irene (película de 1926)
Irene es una película muda de comedia romántica de 1926 protagonizada por Colleen Moore, y parcialmente rodada en Technicolor. La película fue dirigida por Alfred E. Green, producida por el esposo de Moore, John McCormick, y basada en el musical Irene escrito por James Montgomery con música y letra de Harry Tierney y Joseph McCarthy.
Como se relata en el libro y documental The Celluloid Closet, el actor George K. Arthur interpreta a un extravagante hombre gay en la película llamado "Madame Lucy".

## Reparto
- Colleen Moore como Irene O'Dare
- Lloyd Hughes como Donald Marshall
- George K. Arthur como Madame Lucy
- Maryon Aye como Helen Cheston
- Ida Darling como Mrs. Warren Marshall
- Edward Earle como Larry Hadley
- Bess Flowers como Jane Gilmour
- Betty Francisco como Cordelia Smith (Sin acreditar)
- Cora Macey como Mrs. Gilmour
- Charles Murray como Pa O'Dare
- Eva Novak como Eleanor Hadley
- Kate Price como Ma O'Dare
- Laurence Wheat como Bob Harrison
- Lydia Yeamans Titus como Mrs. Cheston

## Producción
Las escenas que se rodaron en Technicolor costaron un total de 100,000 dólares. El presupuesto total de la película fue de 1.500.000 dólares.
Esta fue la cuarta de cinco películas, en tres años, con Moore y Hughes en los papeles principales. También aparecieron juntos en The Huntress (1923), Sally (1925), The Desert Flower (1925) y Ella Cinders (1926).
Esta fue la última aparición en el cine de la actriz Marion Aye, que comenzó a aparecer en el cine en 1919 como una de las Sennett Bathing Beauties no acreditadas. Continuó trabajando en el vodevil y se suicidó en 1951.

## Estado de preservación
La película permanece actualmente con las secuencias en Technicolor intactas.